# Bagnatica
Bagnatica település Olaszországban, Lombardia régióban, Bergamo megyében. Lakosainak száma 4472 fő (2023. január 1.). Bagnatica Albano Sant’Alessandro, Montello, Calcinate, Bolgare, Brusaporto, Costa di Mezzate és Seriate községekkel határos.

## Népesség
A település népességének változása:
| Lakosok száma | 4335 | 4317 | 4472 |
|               | 2017 | 2018 | 2023 |